# Rukomet na OI 1972.
Rukomet na Olimpijskim igrama u Münchenu 1972. uključivao je natjecanja samo u muškoj konkurenciji. To je bilo prvi puta nakon Igara u Berlinu 1936. godine da je rukomet uključen u olimpijski program.

## Osvajači medalja

### Muški
| Zlato | Srebro | Bronca |
| --- | --- | --- |
| Jugoslavija Zoran Živković Abaz Arslanagić Miroslav Pribanić Petar Fajfrić Milorad Karalić Đoko Lavrnić Slobodan Mišković Hrvoje Horvat Branislav Pokrajac Zdravko Miljak Milan Lazarević Nebojša Popović Zdenko Zorko Albin Vidović | Čehoslovačka Frantisek Kralik Petr Pospisil Ivan Satrapa Vladimir Jary Jiri Kavan Andrej Lukosik Vladimir Habr Jindrich Krepindl Ladislav Benes Vincent Lafko Jaroslav Konecny Pavel Mikes Frantisek Bruna Jaroslav Skavran Arnost Klimcick Zdenek Skara | Rumunjska Cornel Penu Alexandru Dinca Gabriel Kicsid Ghita Licu Cristian Gatu Roland Gunes Radu Voinea Simion Sobel Gheorghe Gruia Werner Stockl Daniel Marin Adrian Cosma Valentin Samungi Constantin Tudosie Stefan Birtalan |

## Turnir

### Skupina A
|    | Reprezentacija | Bod. | Ut. | Pob. | Ner. | Por. | Pos. | Pri. | RP |
| -- | -------------- | ---- | --- | ---- | ---- | ---- | ---- | ---- | -- |
| 1. | Švedska        | 4    | 3   | 1    | 2    | 0    | 40   | 34   | +6 |
| 2. | SSSR           | 4    | 3   | 1    | 2    | 0    | 40   | 34   | +6 |
| 3. | Poljska        | 3    | 3   | 1    | 1    | 1    | 35   | 38   | -3 |
| 4. | Danska         | 1    | 3   | 0    | 1    | 2    | 30   | 39   | -9 |

30. kolovoza 1972.
|  | Danska  | 12:12 | SSSR    |  |
|  | Švedska | 13:13 | Poljska |  |

1. rujna 1972.
|  | Danska  | 8:11  | Poljska |  |
|  | Švedska | 11:11 | SSSR    |  |

3. rujna 1972.
|  | Danska | 10:16 | Švedska |  |
|  | SSSR   | 17:11 | Poljska |  |

### Skupina B
|    | Reprezentacija   | Bod. | Ut. | Pob. | Ner. | Por. | Pos. | Pri. | RP  |
| -- | ---------------- | ---- | --- | ---- | ---- | ---- | ---- | ---- | --- |
| 1. | Istočna Njemačka | 6    | 3   | 3    | 0    | 0    | 51   | 32   | +9  |
| 2. | Čehoslovačka     | 3    | 3   | 1    | 1    | 1    | 56   | 40   | +16 |
| 3. | Island           | 3    | 3   | 1    | 1    | 1    | 57   | 51   | +6  |
| 4. | Tunis            | 0    | 3   | 0    | 0    | 3    | 32   | 73   | -41 |

30. kolovoza 1972.
|  | Istočna Njemačka | 16:11 | Island |  |
|  | Čehoslovačka     | 25:7  | Tunis  |  |

1. rujna 1972.
|  | Istočna Njemačka | 21:9  | Tunis  |  |
|  | Čehoslovačka     | 19:19 | Island |  |

3. rujna 1972.
|  | Istočna Njemačka | 14:12 | Čehoslovačka |  |
|  | Island           | 27:16 | Tunis        |  |

### Skupina C
|    | Reprezentacija | Bod. | Ut. | Pob. | Ner. | Por. | Pos. | Pri. | RP |
| -- | -------------- | ---- | --- | ---- | ---- | ---- | ---- | ---- | -- |
| 1. | Rumunjska      | 6    | 3   | 3    | 0    | 0    | 46   | 37   | +9 |
| 2. | Njemačka       | 3    | 3   | 1    | 1    | 1    | 39   | 38   | +1 |
| 3. | Norveška       | 3    | 3   | 1    | 1    | 1    | 48   | 49   | -1 |
| 4. | Španjolska     | 0    | 3   | 0    | 0    | 3    | 39   | 47   | -8 |

30. kolovoza 1972.
|  | Rumunjska | 18:14 | Norveška   |  |
|  | Njemačka  | 13:10 | Španjolska |  |

1. rujna 1972.
|  | Rumunjska | 15:12 | Španjolska |  |
|  | Njemačka  | 15:15 | Norveška   |  |

3. rujna 1972.
|  | Rumunjska | 13:11 | Njemačka   |  |
|  | Norveška  | 19:17 | Španjolska |  |

### Skupina D
|    | Reprezentacija | Bod. | Ut. | Pob. | Ner. | Por. | Pos. | Pri. | RP  |
| -- | -------------- | ---- | --- | ---- | ---- | ---- | ---- | ---- | --- |
| 1. | Jugoslavija    | 6    | 3   | 3    | 0    | 0    | 63   | 45   | +18 |
| 2. | Mađarska       | 4    | 3   | 2    | 0    | 1    | 64   | 45   | +19 |
| 3. | Japan          | 2    | 3   | 1    | 0    | 2    | 46   | 56   | -10 |
| 4. | SAD            | 0    | 3   | 0    | 0    | 3    | 46   | 73   | -27 |

30. kolovoza 1972.
|  | Jugoslavija | 20:14 | Japan |  |
|  | Mađarska    | 28:15 | SAD   |  |

1. rujna 1972.
|  | Jugoslavija | 25:15 | SAD   |  |
|  | Mađarska    | 20:12 | Japan |  |

3. rujna 1972.
|  | Jugoslavija | 18:16 | Mađarska |  |
|  | Japan       | 20:16 | SAD      |  |

### Drugi krug: skupina I
|    | Reprezentacija   | Bod. | Ut. | Pob. | Ner. | Por. | Pos. | Pri. | RP |
| -- | ---------------- | ---- | --- | ---- | ---- | ---- | ---- | ---- | -- |
| 1. | Čehoslovačka     | 4    | 3   | 2    | 0    | 1    | 42   | 38   | +4 |
| 2. | Istočna Njemačka | 4    | 3   | 2    | 0    | 1    | 36   | 34   | +2 |
| 3. | SSSR             | 3    | 3   | 1    | 1    | 1    | 34   | 34   | 0  |
| 4. | Švedska          | 1    | 3   | 0    | 1    | 2    | 34   | 40   | -6 |

5. rujna 1972.
|  | Švedska | 12:15 | Čehoslovačka |  |

6. rujna 1972.
|  | SSSR | 11:8 | Istočna Njemačka |  |

8. rujna 1972.
|  | Švedska | 11:14 | Istočna Njemačka |  |
|  | SSSR    | 12:15 | Čehoslovačka     |  |

### Drugi krug: skupina II
|    | Reprezentacija | Bod. | Ut. | Pob. | Ner. | Por. | Pos. | Pri. | RP  |
| -- | -------------- | ---- | --- | ---- | ---- | ---- | ---- | ---- | --- |
| 1. | Jugoslavija    | 6    | 3   | 3    | 0    | 0    | 56   | 44   | +12 |
| 2. | Rumunjska      | 4    | 3   | 2    | 0    | 1    | 46   | 39   | +7  |
| 3. | Njemačka       | 2    | 3   | 1    | 0    | 2    | 43   | 51   | -8  |
| 4. | Mađarska       | 0    | 3   | 0    | 0    | 3    | 44   | 55   | -11 |

6. rujna 1972.
|  | Rumunjska | 20:14 | Mađarska    |  |
|  | Njemačka  | 15:24 | Jugoslavija |  |

8. rujna 1972.
|  | Rumunjska | 13:14 | Jugoslavija |  |
|  | Njemačka  | 17:14 | Mađarska    |  |

### Doigravanja
13. – 16. mjesto
7. rujna 1972.
- Danska -  Tunis 29:21
- Španjolska -  SAD 20:22

9. – 12. mjesto
7 rujna 1972.
- Poljska -  Island 20:17
- Norveška -  Japan 19:17

### Utakmice za plasman
9. rujna 1972.
za petnaesto mjesto
- Tunis -  Španjolska 20:23

za trinaesto mjesto
- Danska -  SAD 19:18

za jedanaesto mjesto
- Island -  Japan 18:19

za deveto mjesto
- Poljska -  Norveška 20:23

10. rujna 1972.
za sedmo mjesto
- Švedska -  Mađarska 19:18

za peto mjesto
- SSSR -  Njemačka 17:16

za broncu
- Istočna Njemačka -  Rumunjska 16:19

za zlato
- Jugoslavija -  Čehoslovačka 21:16